# Rangia flexuosa
Rangia flexuosa är en musselart som först beskrevs av Conrad 1840.  Rangia flexuosa ingår i släktet Rangia och familjen Mactridae. Inga underarter finns listade i Catalogue of Life.